# Tanzânia nos Jogos Olímpicos
A Tanzânia participou pela primeira vez dos Jogos Olímpicos em 1964, e mandou atletas para competirem em todos os Jogos Olímpicos de Verão desde então, exceto pelo boicote aos Jogos de 1976.  A nação nunca participou dos Jogos Olímpicos de Inverno.
Os atletas tanzanianos ganharam um total de 2 medalhas, ambas no Atletismo.
O Comitê Olímpico Nacional de Tanzânia foi criado em 1968 e reconhecido pelo Comitê Olímpico Internacional no mesmo ano.

## Medalhistas
| Medalha | Nome             | Jogos       | Esporte   | Evento                         |
| ------- | ---------------- | ----------- | --------- | ------------------------------ |
|         | Filbert Bayi     | 1980 Moscou | Atletismo | 3000m com obstáculos masculino |
|         | Suleiman Nyambui | 1980 Moscou | Atletismo | 5000m metros masculino         |

## Quadros de medalhas

### Medalhas por Jogos de Verão
| Edição                | Atletas      | Medalha de ouro | Medalha de prata | Medalha de bronze | Total de medalhas | Pos. |
| --------------------- | ------------ | --------------- | ---------------- | ----------------- | ----------------- | ---- |
| 1964 Tóquio           | 4            | 0               | 0                | 0                 | 0                 | —    |
| 1968 Cidade do México | 4            | 0               | 0                | 0                 | 0                 | —    |
| 1972 Munique          | 15           | 0               | 0                | 0                 | 0                 | —    |
| 1976 Montreal         | Não competiu | Não competiu    | Não competiu     | Não competiu      | Não competiu      | —    |
| 1980 Moscou           | 41           | 0               | 2                | 0                 | 2                 | 28   |
| 1984 Los Angeles      | 18           | 0               | 0                | 0                 | 0                 | —    |
| 1988 Seul             | 10           | 0               | 0                | 0                 | 0                 | —    |
| 1992 Barcelona        | 9            | 0               | 0                | 0                 | 0                 | —    |
| 1996 Atlanta          | 7            | 0               | 0                | 0                 | 0                 | —    |
| 2000 Sydney           | 4            | 0               | 0                | 0                 | 0                 | —    |
| 2004 Atenas           | 8            | 0               | 0                | 0                 | 0                 | —    |
| 2008 Pequim           | 10           | 0               | 0                | 0                 | 0                 | —    |
| 2012 Londres          | 6            | 0               | 0                | 0                 | 0                 | —    |
| 2016 Rio de Janeiro   | 7            | 0               | 0                | 0                 | 0                 | —    |
| 2020 Tóquio           | 3            | 0               | 0                | 0                 | 0                 | —    |
| 2024 Paris            | 7            | 0               | 0                | 0                 | 0                 | —    |
| 2028 Los Angeles      |              |                 |                  |                   |                   | —    |
| 2032 Brisbane         |              |                 |                  |                   |                   | -    |
| Total                 | Total        | 0               | 2                | 0                 | 2                 | 126  |

### Medalhas por modalidade
| Pos.  | Modalidade | Medalha de ouro | Medalha de prata | Medalha de bronze | Total de medalhas | Pos. geral |
| ----- | ---------- | --------------- | ---------------- | ----------------- | ----------------- | ---------- |
| 1     | Atletismo  | 0               | 2                | 0                 | 2                 | 83         |
| Total | Total      | 0               | 2                | 0                 | 2                 | 126        |